# بخش سن-بنوا
بخش سن-بنوا (به فرانسوی: Arrondissement de Saint-Benoît) یک بخش در فرانسه است که در رئونیون واقع شده‌است.